# Lasă-mă să cred
„Lasă-mă să cred” este un cântec al interpretei moldovence Anna Lesko. Compoziția a fost inclusă pe o ediție specială a celui de-al treilea album de studio al solistei, Pentru tine, dar și pe cel de-al patrulea material discografic al său (Ispita). Piesa reprezintă al treilea extras pe single al materialului Pentru tine și cel de-al șaselea din cariera lui Lesko, devenind un nou șlagăr de top 40 în Romanian Top 100 pentru artistă.

## Informații generale
În urma succesului întâmpinat de albumul  Inseparabili, pentru care solista a fost recompensată cu un disc de aur pentru cele peste 35.000 de exemplare comercializate, interpreta a început promovarea unui nou material discografic. Pentru tine a fost puternic influențat de muzica rock, pentru a-l realisa artista cooptându-l pe membrul formației Direcția 5 și producătorul Marian Ionescu, care s-a ocupat de realizarea întregului album.
După încheierea campaniei de promovare a cântecului „Nu mai am timp”, Lesko a dat startul promovării ultimului extras pe single al materialului Pentru tine, „Lasă-mă să cred”, ce a fost lansat în prima parte a anului 2005 și al cărui videoclip a avut premiera în luna mai a aceluiași an. Scurtmetrajul a fost filmat fără ca artistei să îi fie adus la cunoștință acest fapt, ea fiind în acel moment într-o sedință foto pentru revista The One. Conform website-ului Comunicate de Presă.ro, acest aspect este o premieră pe piața muzicală românească și cea mondială. Compoziția a fost inclusă și pe albumul cu numărul patru din cariera solistei, Ispita. „Lasă-mă să cred” este și al treilea extras pe single al interpretei ce este disponibil în format digital. Discul single a debutat pe locul șaizeci și șase în Romanian Top 100, și a atins poziția cu numărul douăzeci și șapte în a opta săptămână de activitate în clasament.

## Clasamente
| Țară (clasament)           | Poziția maximă | Referință |
| -------------------------- | -------------- | --------- |
| România (Romanian Top 100) | 27             | [ 3 ]     |